# Десять міст-держав Кіпру
Десять міст-держав античного Кіпру — це грецькі, греко-фінікійські і греко-етеокіпрські держави, перераховані в записах на табличках царя Ассирії Асархаддона в 673/2 році до нашої ери.

## Історія утвореннь
Археологічні розкопки на Кіпрі підтвердили, що найбільш давні поселення виникли на острові близько 10 тисяч років тому. Перші жителі неоліту користувалися тільки кам'яними інструментами, а за 5000 років до нашої ери було винайдено гончарство.
Бронзова доба вважається епохою олова і міді, яка й привнесла збагачення остров'янам. ЇЇ обробка сприяє розвитку торгівлі з Близьким Сходом, Єгиптом і регіоном Егейського моря. Починаючи з 1400 до нашої ери на Кіпр почали прибувати перші торговці з Греції — мікенці. Мікенці прославляли цей острів багатств і за ними, в XII-XI століттях до нашої ери, на острові поселяються ахейські греки. Саме їм випало вкоренити на Кіпрі грецьку мову, традиції і релігію, вони ж і заснували міста-держави Пафос, Саламіс, Кітіон, Куріон.
VIII століття до нашої ери — це століття бурхливого економічного зростання Кіпру, процвітає культура, мистецтво під покровом Афродіти. Але слава Кіпру не була підкріплена його військовою могутністю, навпаки, на острів все частіше зазіхають чужоземні завойовники і влада на ньому переходила з рук в руки. Спочатку на острів вторгаються ассирійці, покоряючи грецькі міста-держави вони не змогли укріптися на більшій частині острова. Єгиптяни, здолавши своїх північно-східних сусідів, і собі, захотіли мідний острів-скарб, невдовзі, заволоділи островом і, так вгамували протиріччя між містами, наступило затишшя. Але коли постала нова епоха, протистояння Греції і Персії, Кіпр став заручником конфлікту між ними, лише коли верх узяли еліни — острів надовго занурився в грецьку культуру, а міста-держави уже занепали.

## Особливості міст-держав Кіпру
Лише завдяки археологічним дослідженням і куцим згадкам в історичних працях чи переказах сучасники мають уяву, що собою представляло древнє місто-держава.
Зазвичай, це був невелика територія-регіон, в центрі якої знаходилося місто, яке нею управляло. Довкола міста поселялися землероби, які формували уже єдину спільноту. За документами тієї епохи, ці первинні державні утворення були невеликими, і очолювала їх родова знать — царі. Будучи незалежними, більшість цих міст, об'єднувалися в союзи, для торгових чи військових кампаній, і очолював їх найвпливовіший цар.

## Міста-держави Кіпру (за табличками Асархаддона)
Міста-держави Кіпру сформувалися в період, коли острів був грецьким володінням. Пізніше сюди потрапили фінікійці та розселилися в 9 столітті до нашої ери. 8 століття до н. е. було періодом значного процвітання міст, там панував культ богині Афродіти.
Про міста-держави Кіпру почали говорити після чергових археологічних розкопок, але чіткою ознакою їх існування стала віднайдена асирійська глиняна табличка із записом про існування таких утворень
- Пафос (Πάφος, грецький);
- Саламін (Σαλαμίς, грецький);
- Соли (Σόλοι, грецький);
- Куріон (Κούριον, грецький);
- Кітри (Χῦτροι, грецький);
- Кітіон (Κίτιον, греко-фінікійський);
- Аматус (Ἀμαθούς, греко-етеокіпрський);
- Ідаліон (Ἰδάλιον, греко-етеокіпрський);
- Ледра (Λῆδραι, грецький);
- Тамасос (Ταμασσός, грецький);

## Міста-держави (за іншими джерелами)
- Кіренія (Κυρηνεία, грецький);
- Лапетос (Λάπηθος, грецький, на деякий час — греко-фінікійський);
- Маріон (Μάριον, грецький);

## Виноски
1. ↑  Період розквіту й існування Кіпрських міст-держав
2. ↑  Період розквіту й існування Кіпрських міст-держав
3. ↑  Sir Ernest Alfred Wallis Budge 1880, «The history of Esarhaddon (son of Sennacherib) king of Assyria» (The Names of the Twenty-two Kings, p. 104–108)
4. ↑  Théologiques  21/1 (2013) p. 23-49 © Revue Théologiques  2013. Tout droit réservé. L’origine des cités-royaumes cypriotes et des royaumes d’Israël et de Juda
5. ↑  Віхи історії Кіпру. Архів оригіналу за 27 квітня 2015. Процитовано 19 квітня 2015.
6. ↑  Історична хронологія Кіпру і ассирійська глиняна табличка. Архів оригіналу за 27 квітня 2015. Процитовано 19 квітня 2015.